# آرتور دارویل
آرتور دارویل (به انگلیسی: Arthur Darvill) یک بازیگر و خوانندهٔ انگلیسی است که بیشتر برای ایفای نقش در سریال افسانه‌های فردا و دکتر هو شهرت دارد.